# عبد الله السيحاني
عبد الله محمد السيحاني لاعب كرة قدم سعودي ، يلعب في خط الهجوم يلعب حالياً في نادي طويق.

## مسيرة اللاعب
لعب سابقاً في نادي الوشم ونادي طويق ونادي الشعلة.